# Амурск
Амурск (рус. Амурск) град је у Хабаровском крају у Русији.
Налази се 328 km северно од Хабаровска и 45 km од Комсомољска на Амуру. Смештен је на Средњоамурској низији, на обалама реке Амура, по којој је добио и име. Координате су му 50° 20' сјевер и 136° 52' исток.
Број становника: 45.432 (2005)

## Историја
Град је основан 1958. године, а градски статус стиче 1973. године.
Временска зона: Московско време + 7

## Становништво
Према прелиминарним подацима са пописа, у граду је 2010. живело становника, (%) више него 2002.
| 1959. | 1970.  | 1979.  | 1989.  | 2002.  | 2010.  |
| ----- | ------ | ------ | ------ | ------ | ------ |
| 3.525 | 24.010 | 40.847 | 58.395 | 47 759 | 42.970 |